# آرثر مورغان (ريد ديد)
آرثر مورغان هي شخصية خيالية وبطل الرواية الذي يمكن اللعب به في لعبة ريد ديد ريدمبشن 2، وهو عضو رفيع المستوى في عصابة "فان دير ليند" التي يترأسها داتش فاند دير ليند، يتحتم على آرثر أن يتعامل مع تراجع وتلاشي الغرب المتوحش أثناء محاولته البقاء على قيد الحياة ضد قوات الحكومة والأعداء الآخرين في تجسيد خيالي لفترة التخوم الأمريكية. تم تجسيد الشخصية بواسطة روجر كلارك من خلال لاقطات الأداء.
قررت شركة روكستار جيمز أن تجعل لعبة ريد ديد ريدمبشن 2 مركزة على شخصية واحدة، وذلك من أجل متابعته والتركيز عليه بشكل شخصي أكثر. حيث شعروا أن هذا أكثر ملاءمة للبنية السردية للغرب القديم. أراد روجر أن يلعب دور آرثر بطريقة معقدة بما يكفي ليختار اللاعب طريقه بنفسه ويظل منطقيًا. ولقد استوحى إلهامه من ممثلين مثل توشيرو ميفوني، جون واين، وروب ويثوف، الذي لعب دور جون مارستون في الجزء السابق.
تلقت شخصية آرثر إشادة من النقاد، حيث كان تعقيد شخصيته وطريقه إلى الخلاص هو موضع الثناء في أغلب الأحيان. كما أشاد المراجعون به لأنه جلب الحياة إلى العالم والشخصيات الأخرى في اللعبة. ولأدائه، حصل روجر على العديد من الترشيحات وحصل على جائزة أفضل أداء في جوائز اللعبة 2018.

## نبذة عن سيرة حياته الشخصية
ولد آرثر مورغان في عام 1863م في شمال الولايات المتحدة، والده هو لايل مورغان ووالدته هي بياتريس مورغان توفيت والدته عندما كان آرثر بسن صغير، كان والده مجرم وخارج عن القانون وتم القبض على والده بتهمة السرقة عندما كان آرثر يبلغ 11 سنة في عام 1874، في عام 1877 اختاره داتش فاند دير ليند لينضم لعصابته بعدها أصبح آرثر أهم الشخصيات في عصابة داتش فاند دير ليند، في فترة ما خلال شبابه التقى آرثر بفتاة تدعى ماري غيليس وكان الاثنان في حالة حب عميق لكن فضل آرثر حياة الجريمة والذي تسبب في فشل علاقتهما، لاحقاً التقى آرثر ونام مع نادلة شابة تدعى إليزا مما أدى إلى حملها مع ابنهما إسحاق، عرفت إليزا ما هو آرثر لكنها قبلت أي دعم قدمه لها ولأبنهما، كان آرثر يزور إليزا وإسحاق كل بضعة أشهر ويبقى معهم لعدة أيام في كل مرة، في أحد الأيام وصل آرثر إلى منزلهم ورأى صليبين في الخارج، عرف آرثر أنهما ماتا وعلم لاحقًا أنه تم قتلهما على يد لصوص مقابل عشرة دولارات، منذ ذلك الوقت ولم يتأقلم آرثر أبدًا مع الألم، توفي آرثر بعد مدة طويلة عندما كان يبلغ 36 سنة بمرض السل.